# San José La Peñuela
San José la Peñuela es un pequeño pueblo ubicado al sur de la cabecera municipal de Colón, en Querétaro, limitante con el municipio de El Marqués. 

## Geografía física
San José La Peñuela se encuentra situado a 1 956 metros sobre el nivel del mar y cuenta con una población cercana a los 4 000 habitantes. La Peñuela es el punto inicial de los cerros, montes y llanuras de la zona montañosa norte del estado y el semidesierto queretano. 

## Naturaleza
En las zonas verdes del pueblo se encuentra una gran  diversidad de flora y fauna, entre la flora se puede encontrar: mezquite, nopal, agave, cactus, maguey, pirul , palo bobo, uña de gato, jacarandá, olivo, laurel, etc. Y en la fauna: coyotes, ardillas, serpientes de cascabel, alicantes, búhos, águila, cuervo, garza, gato montés, zorrillo, lagartijas, liebres, tlacuache, tejón, tigrillos, codornis, coralillos, escorpiones, arañas, cien pies, orugas , grillos, hormiga, pinacate, chapulines, etc.

## Historia
La fundación fue fruto de la gente de menos recursos pertenecientes a las haciendas de la zona, gente primordialmente agricultora. Pero existe un precedente, en el año de 1547 se escribió al virrey Luis de Velasco la repartición de tales tierras por parte de las tres únicas y primordiales haciendas existentes en el territorio del actual Colón, la hacienda de Nuestra señora de la Concepción del Zamorano, hacienda de Ajuchitlán y la hacienda de nuestra señora de la buena Esperanza, siendo concedidas en 1563 a la hacienda de nuestra señora de la buena Esperanza dada su cercanía a las tierras, esta fecha. 1563 se podría tomar como base para establecer una fecha de fundación de la Peñuela, al principio sólo fueron tierras de cosecha de maíz y frijol y estas tierras se les denominaba ya la Peñuela, nombre que recibe por la visión de la que está dotada, pues las antiguas tierras de cultivo se encontraban en lo que hoy en día es el pueblo, estas tierras de cultivo se encontraban rodeadas y resguardadas por la parte norte de una gran peña en forma de meseta plana que en la actualidad ocupa las milpas de los ejidatarios, los primeros pobladores llamaron a esta peña "La loma del zorrillo" y en ella se encuentra el calvario que es un centro de culto católico cristiano, de esta peña se produce el nombre de Peñuela. La población se asentó en las milpas que trabajaban a finales del siglo XIX y comienzos del siglo XX sin dejar de formar parte de la hacienda de la Esperanza.   
La importancia que englobó al lugar fue su ubicación como un punto de descanso del famoso Camino Real de Tierra Adentro que conectaba en un primer plano las haciendas de Galeras y la Esperanza y en un segundo plano la sierra queretana y Cadereyta con la ciudad de Querétaro y en un cuarto plano es que conectaba la ciudad de Querétaro y ciudades del bajío con la ciudad de Tampico y ésta con los Estados Unidos. Durante los primeros años del siglo XIX la hacienda de la Esperanza estaba bajo el dominio del Señor Don José Frías y de Doña Josefa Vergara, quienes abastecían la alhóndiga de la ciudad de Querétaro, durante el movimiento de independencia el maíz y el frijol cosechado en las tierras de la Peñuela llenaban las reservas de los realistas de la ciudad teniendo un papel importante de autosuficiencia a la ciudad. En 1814 surgió en el país una epidemia de Viruela y la comunidad volvió a tener el mismo papel de la independencia al satisfacer en tal grado a los ciudadanos noble de Querétaro. En 1881 se mandó un informe a la Ciudad de México acerca de las haciendas de Tolimanejo en el cual se redacta las zonas que pertenecían a la hacienda de la Esperanza que incluía las tierras del Blanco, La Peñuela, Galeras, El Coyote (El Gallo), Viborillas, La Laja, San Vicente, Urecho y Cenizas, formando un tercio del territorio del antiguo Tolimanejo. Doña Josefa Vergara murió el 2 de julio de 1809 y sus propiedades pasaron a la beneficencia y a manos del H. ayuntamiento de Querétaro quedando las tierras de la Peñuela libres para los pocos pobladores de esas tierras. En el año de 1859 durante la guerra de reforma, en las llanuras de la Peñuela y de Navajas se libró el tiroteo entre los imperiales de Tomás Mejía y los republicanos de Arratia y Valencia. Fue hasta 1923 cuando se consolidó el municipio libre y soberano de Colón y dentro de sus territorios se encontraba la ya crecida exponencial y demográficamente comunidad de la Peñuela.

## Servicios públicos
En el pueblo la gente tiene acceso a luz eléctrica, agua potable, calles empedradas, y en su mayoría drenaje. En la comunidad se cuenta con una escuela guardería de preparación, con un jardín de niños, una escuela primaria y otra secundaria. En la comunidad se halla un centro hospitalario y una clínica ubicada en la plaza central. Su índice de mortalidad es aproximadamente de los 70 a 90 años en mujeres y de los 60 a 80 años en hombres.

## Cultura
La plaza central es totalmente un lugar adornado con el templo dedicado en honor a San José, esposo de María. El templo es de tipo neoclásico, en forma de cruz latina con una capilla adjunta y una sacristía, cuenta en su interior con un techo pintado con algunos pasajes bíblicos, símbolos y representaciones cristianas de igual forma de estilo neoclásico. 

### Festividades religiosas
La comunidad tiene dos eventos típicos y étnicos que se festejan anualmente. Primero una feria que tiene lugar del 17 al 20 de marzo y la otra los días 1 y 2 de noviembre el festejo particular de un carnaval nocturno llamado "Los burros".
Ese día es específico para el señor San José.